# باري بودين
باري بودين (بالإنجليزية: Barry Bodine)‏ هو سائق سباق أمريكي، ولد في 11 نوفمبر 1977 في Julian, North Carolina ‏ في الولايات المتحدة.

## وصلات خارجية
- باري بودين على موقع Racing-Reference.info (الإنجليزية)